# Marcobaldiïta
La marcobaldiïta és un mineral de la classe dels sulfurs, que pertany al grup de la sèrie homòloga de la jordanita.

## Característiques
La marcobaldiïta és una sulfosal de fórmula química Pb₁₂(Sb₃As₂Bi)Σ6S21. Va ser aprovada com a espècie vàlida per l'Associació Mineralògica Internacional l'any 2016. Cristal·litza en el sistema triclínic. Sembla ser l'anàleg amb Sb₃As₂Bi de l'arsenmarcobaldiïta.

## Formació i jaciments
Va ser descoberta al túnel Stanzone de la mina Pollone, a Valdicastello Carducci, Pietrasanta (Província de Lucca, Itàlia). Es tracta de l'únic indret on ha estat trobada aquesta espècie mineral.